# Stadtkirche Biesenthal
Koordinaten: 52° 46′ 0,2″ N, 13° 37′ 52,8″ O
Die evangelische Stadtkirche Biesenthal ist ein einschiffiger Sakralbau mit dreiseitig geschlossenem Chor in der Stadt Biesenthal im Landkreis Barnim in Brandenburg. Sie entstand in ihrer Grundform in den 1760er Jahren und ist seit den 1990er Jahren denkmalgeschützt.

## Lage
Die Kirche trägt die postalische Adresse Biesenthal, Kirchgasse 1 und das Pfarramt befindet sich in der Schulstraße 14 im gleichen Ort. Das Kirchengebäude steht auf einem kleinen Hügel und ist geostet.

## Kirchengeschichte

### 13. Jahrhundert bis Ende 19. Jahrhundert
Das zuvor slawische Siedlungsgebiet wurde im 13. Jahrhundert von den Askaniern besiedelt. Aus dem Jahr 1258 ist der Sitz einer Vogtei erstmals urkundlich erwähnt. In dieser Zeit muss die Gemeinde eine Feldsteinkirche errichtet haben. Die Lage der Kirche abseits des einstigen Dorfmittelpunktes lässt vermuten, dass der Bau vor der Entstehung der Marktsiedlung erfolgte. Im 16. Jahrhundert stand die Kirche unter dem Patronat derer von Arnim. 1544 stiftete ein Mitglied dieses Adelsgeschlechts Geld für den Bau einer doppelten Turmspitze. Dies geht aus einer 1713 gefundenen Urkunde im Turmknopf hervor. 
Das Kirchengebäude wurde mitsamt seiner Ausstattungsgegenstände bei einem Brand im Jahr 1756 bis auf den Unterbau des rechteckigen Westturms zerstört. Schon acht Jahre später, in den Jahren 1764 bis 1767, ließ die Stadt das Gotteshaus unter Einbeziehung der Umfassungsmauern im Stil des Barock wieder aufbauen. So entstand eine Saalkirche mit einem eingezogenen, dreiseitig geschlossenen Chor. 
In den Jahren 1858/1859 errichtete die Gemeinde den quadratischen Turmaufsatz mit Spitzhelm sowie eine kleine Sakristei östlich des Chors. 
1859 schenkte der Orgelbauer Ferdinand Dinse der Kirchengemeinde ein neues Instrument. 
Im Kirchturm hängt ein Geläut.

### 20. Jahrhundert bis 1989
Im Jahr 1940 ist eine Sanierung der Innenausmalung dokumentiert.
In der DDR-Zeit, 1973 erhielt das Bauwerk eine Warmluftheizung sowie in den Jahren 1975 und 1976 ein neues Dach. In den Jahren 1978 und 1979 baute die Gemeinde neue Heizkörper, beidseitig jeweils fünf, ein und erneuerte in den Jahren 1978 bis 1981 den Putz. Eine weitere Erneuerung des Putzes musste 1988 vorgenommen werden.

### Seit 1990
Die totalen Umbrüche mit der Wende und die nachfolgende deutsche Wiedervereinigung führten auch zur Neuorganisation des Kirchenwesens. Die Biesenthaler Gemeinde gehört fortan zur  Evangelischen Kirche Berlin-Brandenburg-Schlesische Oberlausitz. Sie konnte weitere Maßnahmen zum Erhalt ihres Kirchengebäudes nun weitestgehend selbst in die Hand nehmen. Zum Biesenthaler Pfarrsprengel unter Leitung der Stadtkirche gehören die dörflichen Filialkirchen von Rüdnitz, Danewitz und Lanke.
Zwischen 2008 und 2010 erfolgte eine umfassende Restaurierung der Kirche. Dabei kamen auch Mauerreste aus der Zeit vor dem großen Brand sowie im Dachstuhl des Chors Zuganker aus dem Jahr 1719 hinter dem Fassadenputz zum Vorschein und werden teilweise in einem Sichtfenster gezeigt.

## Architektur

### Außen
Die Saalkirche ist ein verputzter Bau, der in seiner Breite ein wenig schmaler als der ältere Westturm ausgeführt wurde. Auf der Nord- und Südseite des Schiffes befinden sich je fünf hohe korbbogenförmige Fenster. Sie sind mit einer Hohlkehle sowie einem umlaufenden Kämpfer in Höhe des Gesimsbandes verziert. Das jeweils mittlere Fenster ist kleiner ausgeführt, um Platz für das darunter befindliche, barocke Portal mit einer mintfarbenen, doppelflügeligen Holztür zu lassen. Das südliche Portal ist darüber hinaus mit einer Kartusche verziert. Die Fenster im Chor sind in einer ähnlichen Ausführung wie die Schiffsfenster gestaltet, jedoch in Höhe des Gesimses gerade ausgeführt.
Der Unterbau des 42 Meter hohen Turms besteht aus gleichmäßig behauenen Feldsteinen mit einem dreifach abgetreppten, spitzbogigen Portal, dessen Bogen innen verputzt ist. Oberhalb des Portals befinden sich an den drei Seiten des Turms schlitzartige Fenster. Ungefähr in der Mitte des mit roten Biberschwänzen gedeckten Satteldachs wird der Turm in einem quadratischen Aufsatz mit einer schmaleren Kantenlänge weitergeführt. In diesem Bereich ist er wie auch das Schiff und der Chor mit einem hellen Putz versehen. An drei Seiten befinden sich korbbogenförmige Klangarkaden sowie eine Kirchturmuhr mit weißen Zifferblättern auf allen vier Seiten mit schwarzen Zeigern. Die Ecken des Turms sind mit genuteten Ecklisenen gegliedert.

### Innen

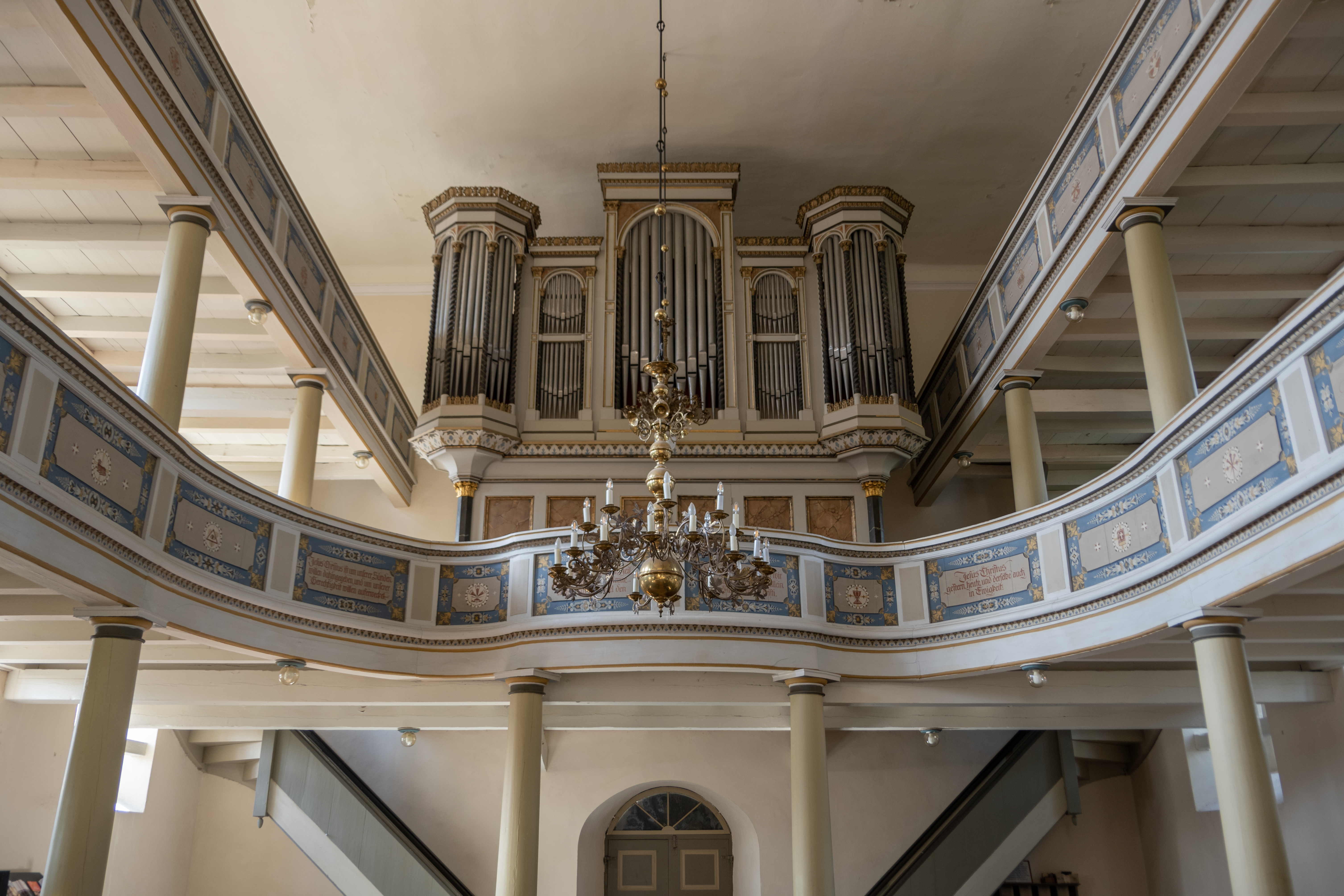
Empore(n) mit Orgel

Die hölzerne Empore steht auf toskanischen Säulen und umfasst die Nord-, West- und Südseite des Innenraums. An den Längsseiten des Schiffs ist sie zweigeschossig ausgeführt. Die Balustraden sind mit Ornamenten und Bibelsprüchen verziert und sie sind im Grundton hellblau gehalten.

## Ausstattung
Durch den Brand im 18. Jahrhundert sind keine ursprünglichen Ausstattungsgegenstände mehr vorhanden.

### Altar und Chorraum

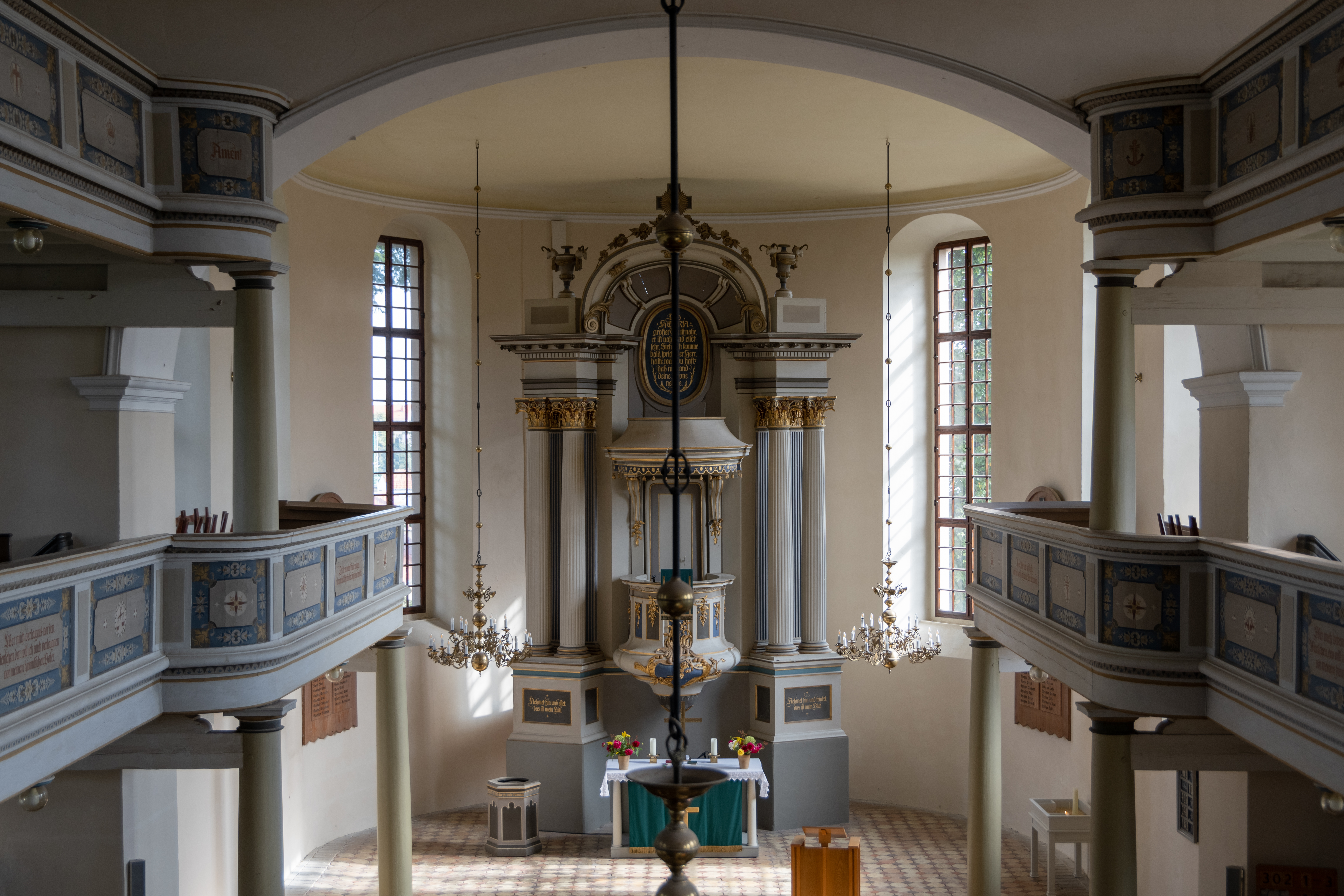
Apsis mit Kanzelaltar, Taufe, Emporen

Der mit Rocaille-Ornamenten verzierte Kanzelaltar stammt aus der Zeit um 1770. Im Chorraum steht auch ein sechseckiges hölzernes neugotisches Taufbecken mit dem Zitat „Lasset die Kindlein zu mir kommen“ in einem umgehenden Schriftband und mit einer Messingschale, es wird auf die Mitte des 19. Jahrhunderts datiert.
Die zwei hochrechteckigen unbunten Sprossenfenster des Chores sind rechts und links von der Altarwand eingebaut. Die historische Kanzel wird nicht mehr für Predigten genutzt, stattdessen steht ein Ambo im Chorraum bereit.

### Kirchenhauptraum
Die Messing-Kronleuchter entstanden Ende des 18. Jahrhunderts, sie hängen zu mehreren im Kirchenschiff.
Die Bänke im Hauptschiff und auf den Emporen bieten Platz für mehr als 500 Kirchenbesucher 
Die Wandflächen sind größtenteils cremefarbig gehalten und mit weißen Rändern abgesetzt.

## Orgel
Auf der oberen Westempore befindet sich die Dinse-Orgel von 1859 mit 20 Registern auf zwei Manualen und Pedal. Sie wird von Sprüchen aus dem Jahr 1940 umrahmt, die auf den Brüstungsfeldern angebracht sind.
Orgeldisposition
| I. Hauptwerk C–f3 |                 |       |
| 1.                | Principal       | 08′   |
| 2.                | Bourdon         | 16′   |
| 3.                | Geigenprincipal | 08′   |
| 4.                | Gedact          | 08′   |
| 5.                | Octave          | 04′   |
| 6.                | Quinte          | 2 ⁄3′ |
| 7.                | Octave          | 02′   |
| 8.                | Cornet, ab c    | 3f    |
| 9.                | Mixtur          | 2-4f  |

| II. Oberwerk C–g3 |                 |     |
| 10.               | Geigenprincipal | 08′ |
| 11.               | Gedact          | 16′ |
| 12.               | Salicional      | 08′ |
| 13.               | Rohrflöte       | 08′ |
| 14.               | Spitzflöte      | 04′ |
| 15.               | Flauto dolce    | 04′ |
|                   | Tremulant       |     |

| Pedal C–f1 |                              |         |
| 16.        | (Principal) seit 1956 Violon | 16′     |
| 17.        | Subbass                      | 16′     |
| 18.        | Nasard                       | 10 2⁄3′ |
| 19.        | Violon                       | 08′     |
| 20.        | Posaune                      | 16′     |

Koppeln: I/II, I/P, Glocke, Evacuant

## Gemeindearbeit

### Allgemeines
Für alle im genannten Kirchenverbund zusammengeschlossenen Gemeinden (Evangelische Gesamtkirchengemeinde Biesenthal-Barnim) wird regelmäßig quartalsweise ein Gemeindebrief herausgegeben.
Die Kirchenleitung veranstaltet auch Seniorentreffs, Gesprächsrunden, Andachten in Pflegeheimen der Orte. Weiterhin gibt es Orgelkonzerte für interessierte Besucher. Zu öffentlichen Auftritten von Chören oder Kulturgruppen aus anderen Orten oder Kirchengemeinden lädt die Pfarrei auch gern in die Kirche ein. Außerdem unterhält sie einen Posaunenchor.

### Pfarrer und Pfarrerinnen (Auswahl)
- 2020er Jahre: Christoph Brust, Linda Hochheimer[7]

## Sonstiges
Das hier beschriebene Gotteshaus ist nicht zu verwechseln mit der Dorfkirche Biesenthal bei Stendal.